# Finistère
Finistère (z lat. finis terrae, „konec země“, bretonsky Penn-ar-Bed) je francouzský departement ležící v Bretani. Hlavní město je Quimper, největší město je přístav Brest.

## Historie
- 1790 – vytvoření departementu Finistère s devíti distrikty: Brest, Carhaix, Châteaulin, Landerneau, Lesneven, Morlaix, Pont-Croix, Quimper, Quimperlé
- 1800 – vytvořeny arrondissementy: Brest, Châteaulin, Morlaix, Quimper, Quimperlé
- 1926 – zrušení arrondissementu Quimperlé

## Geografie
Finistère je nejzápadnější částí metropolitní Francie. Největším městem je Brest.

### Sousední departementy
| Růžice kompasu |           |          |               | Růžice kompasu |
| Růžice kompasu |           | Sever    | Côtes-d'Armor | Růžice kompasu |
| Růžice kompasu | Finistère |          | Côtes-d'Armor | Růžice kompasu |
| Růžice kompasu | Jih       |          | Côtes-d'Armor | Růžice kompasu |
| Růžice kompasu |           | Morbihan |               | Růžice kompasu |

## Administrativní členění
| Arrondissement | Počet obyvatel (2007) | Rozloha (km²) | Průměrá hustota ob. | Kantony | Obce |
| -------------- | --------------------- | ------------- | ------------------- | ------- | ---- |
| Brest          | 362 380               | 1408          | 257                 | 20      | 80   |
| Châteaulin     | 84 910                | 1804          | 47                  | 7       | 61   |
| Morlaix        | 126 898               | 1319          | 96                  | 10      | 60   |
| Quimper        | 311 718               | 2202          | 142                 | 17      | 82   |

## Nejvýznamnější města
| - Audierne - Brest - Carantec - Châteaulin - Concarneau - Crozon - Douarnenez - Guengat | - Locronan - Morgat - Morlaix - Penmarc’h - Plogoff - Plonéour-Lanvern - Plouhinec - Pont-Aven | - Locronan - Morgat - Morlaix - Penmarc’h - Plogoff - Plonéour-Lanvern - Plouhinec - Pont-Aven | - Pont-Croix - Pont l'Abbé - Quimper - Quimperlé - Roscoff - Saint-Jean-Trolimon - Saint-Thégonnec | - Pont-Croix - Pont l'Abbé - Quimper - Quimperlé - Roscoff - Saint-Jean-Trolimon - Saint-Thégonnec |

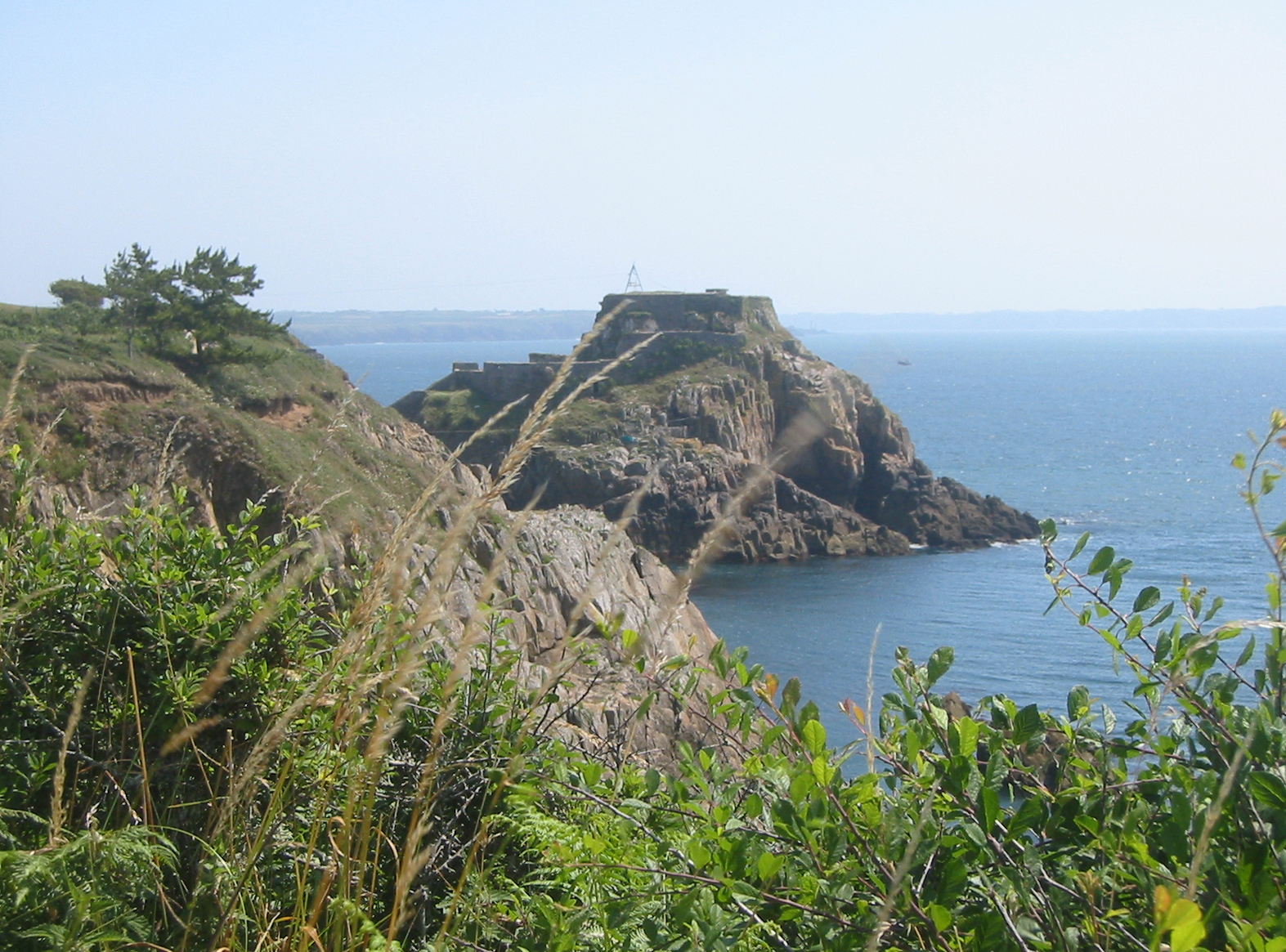
Bertheaume
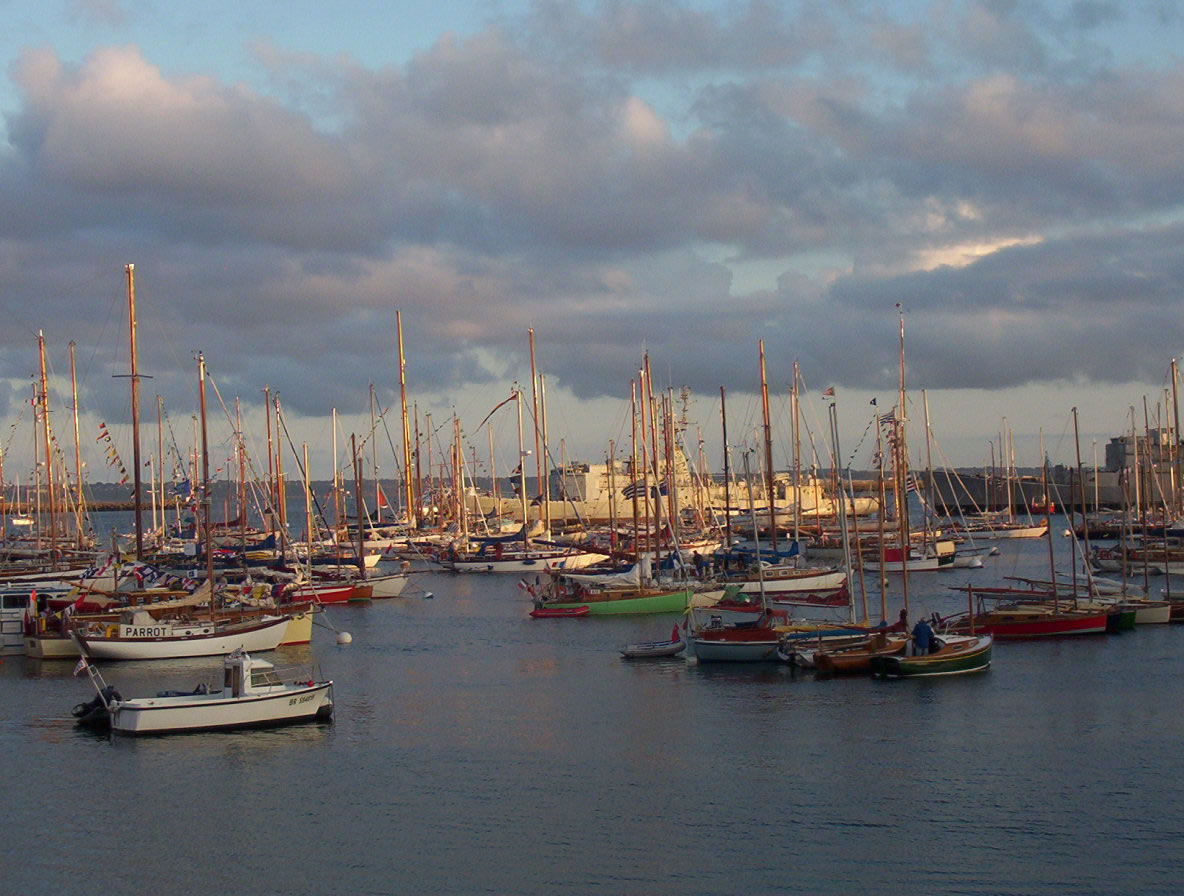
Brest
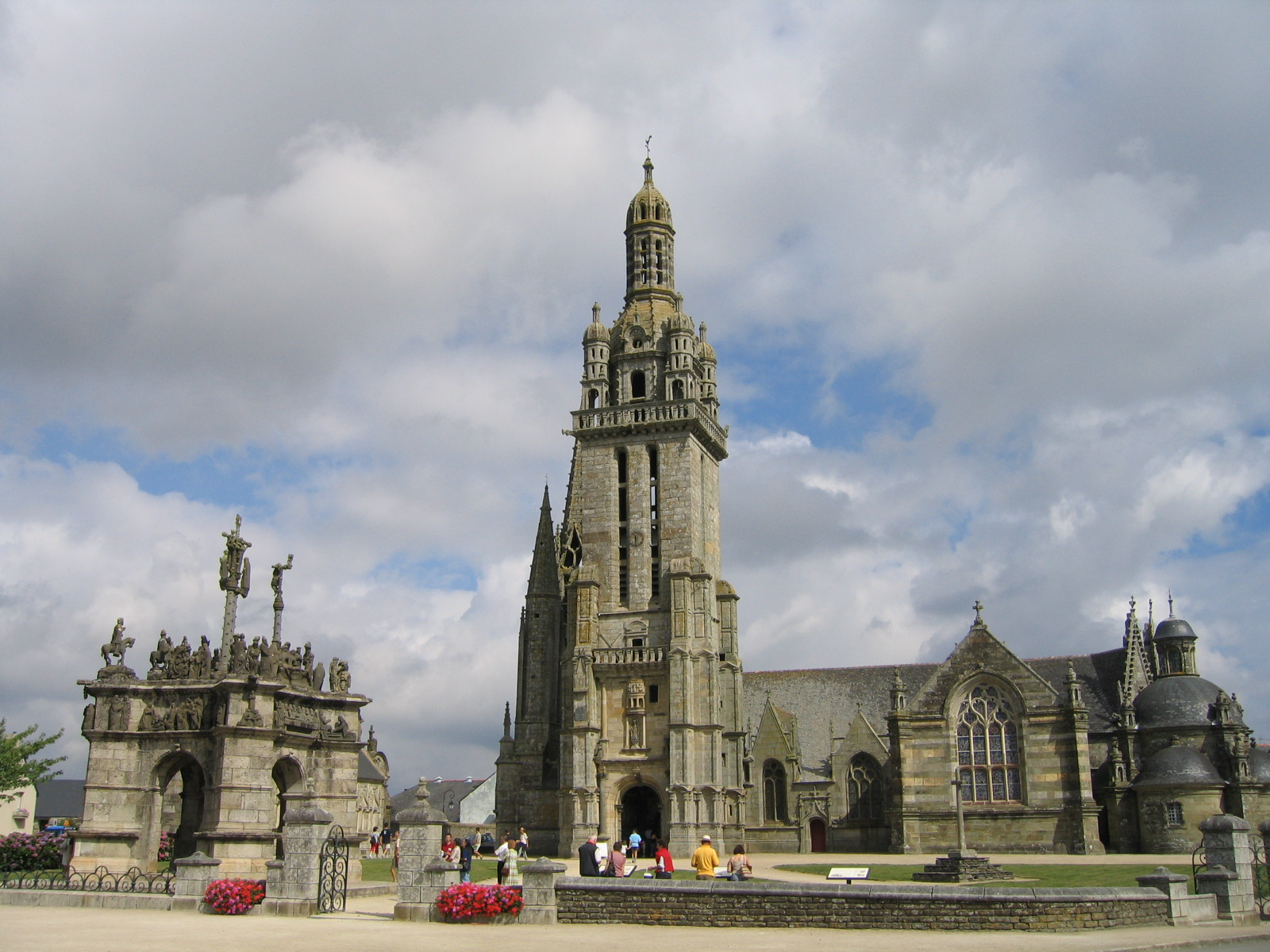
Pleyben

## Seznam prefektů
(datum udává datum zvolení prefekta)
- Philippe Mahé – 24. srpen 2020
- Pascal Lelarge – 22. srpen 2016
- Jean-Luc Videlaine – 26. únor 2013
- Jean-Jacques Brot – 5. prosinec 2011
- Pascal Mailhos – 3. červenec 2008
- Gonthier Friederici – 7. červenec 2004
- Dominique Schmitt – 5. březen 2003
- Thierry Klinger – 28. září 2000
- Jean-Marc Rebière – 15. červenec 1998
- Michel Morin – 16. září 1996
- Christian Frémont – 17. listopad 1992
- Maurice Saborin – 28. červenec 1988
- Bernard Grasset – 25. duben 1986
- Yves Bonnet – 1. srpen 1985
- Hubert Blanc – 7. červenec 1983
- Pierre Manière – 16. červenec 1981
- Pierre Jourdan – 13. září 1978
- Henri Grevey – 27. duben 1978
- François Bourgin – 13. červen 1974
- Pierre Denizot – 31. prosinec 1971
- Pierre Hosteing – 12. červenec 1967
- Gabriel Eriau – 3. srpen 1961
- Robert Andrieu – 27. květen 1959
- Marcel Camille Savreux – 9. červen 1958